# Кэти Кёрби
Кэти Кёрби (англ. Kathy Kirby), урождённая Кэтлин о’Рурк (англ. Kathleen O’Rourke; 20 октября 1938 в Илфорде, графство Эссекс — 19 мая 2011 в Лондоне) — британская певица, пик популярности которой пришёлся на 60-е годы XX века.
Одной из наиболее известных работ исполнительницы является кавер-версия песни «Secret Love» в первоначальном исполнении Дорис Дэй. Также певица известна своим успешным выступлением на конкурсе песни «Евровидение 1965».
Благодаря своей внешности и голосу она часто сравнивалась с Мэрилин Монро. В ряде источников Кэти Кёрби нередко называют «самой высокооплачиваемой певицей своего времени», а также «золотой девочкой поп-музыки».

## Биография

### Ранние годы
Кэтлин родилась в городе Илфорд (Англия), в ирландской семье. Она была старшим ребёнком; вместе с ней жили её сестра Пэт и брат Дуглас. Отец оставил семью вскоре после рождения детей; через некоторое время после этого их мать Эйлин вместе с остальными домочадцами переехала в пригород Илфорда, Баркинсайд. Кэтлин была отправлена в колледж св. Урсулины для девочек, где начала петь в хоре.

### Карьера
В дальнейшем Кёрби продолжала совершенствовать свои вокальные данные; собираясь начать карьеру оперной певицы, она брала уроки вокала. В 1956 году она стала членом джазового оркестра, после знакомства с Бертом Эмбросом в «Ilford Palais». Вместе с его коллективом она выступала в течение трёх лет. Кёрби сильно сблизилась с Эмбросом; он оставался не только её личным менеджером, но и любовником, вплоть до своей кончины в 1971 году.
В последующие году исполнительнице удалось укрепить за собой образ «стереотипной блондинки», что давало поводы для сравнения её с Мэрилин Монро. В период с 1963 по 1965 год она выпустила пять синглов, вошедшие в чарт «British Top 40», наибольшую известность среди них получила песня «Secret Love». В 1963 году Кэти Кёрби была названа «лучшей британской певицей» по версии «New Musical Express». К середине 60-х гг. Кёрби стала одной из наиболее заметных «звёзд» местной эстрады, приняв участие в нескольких телесериалах компании «BBC» и выступив на гала-концерте «Royal Variety Performance».
В 1965 году она становится представительницей Великобритании на конкурсе песни «Евровидение 1965»; на нём она исполняет песню «I Belong» и становится второй с результатом 26 баллов. Писатель и историк «Евровидения» Джон Кеннеди о’Коннор описает песню Кёрби как наиболее ярко выражающую музыкальные вкусы того периода. Певица на несколько очков уступила Франс Галль, представлявшей Люксембург с песней «Poupée de cire, poupée de son» авторства известного французского композитора Сержа Генсбура.
После успеха песни «I Belong» Кёрби записывает несколько синглов в период с 1965 по 1967 годы, но их успех оказывается куда более меньшим. Она продолжала работать на телевидении; в частности, в 1965 году она записывает заглавную композицию для телесериала «Adam Adamant Lives!», а в 1974 году она принимает участие в британском телешоу «The Wheeltappers and Shunters Social Club TV».
Начиная с 70-х гг. из-за беспорядочной личной жизни карьера Кёрби начала приходить в упадок. Несколько раз она принимала участие в телевизионных шоу и выступила на нескольких концертах. 31 декабря 1976 года она исполнила свой хит «Secret Love» на одной из передач телеканала «BBC1», посвящённой юбилею британской королевы Елизаветы II.
В декабре 1983 года она дала свой последний концерт в Блэкпуле, после чего навсегда завершила свою певческую карьеру.

### Смерть
Кэти умерла 19 мая 2011 года, через несколько дней после её переезда в Бринсворт-Хаус (лондонский дом престарелых для бывших представителей шоу-бизнеса). Согласно сообщениям на фан-сайте певицы, причиной смерти послужил сердечный приступ, однако официального подтверждения этому не было.

## Творчество

### Известные работы
| UK Singles Chart |                     |    |
| 1963             | «Dance On»          | 11 |
| 1963             | «Secret Love»       | 4  |
| 1964             | «Let Me Go, Lover!» | 10 |
| 1964             | «You’re The One»    | 17 |
| 1965             | «I Belong»          | 36 |

Песня «Dance On» в течение трёх недель входила также в «Top 20» австралийского музыкального чарта.
Ко всему прочему, песня «The Way of Love», записанная певицей в 1965 году, заняла #88 позицию в чарте Billboard Hot 100. Впоследствии кавер-версия этой песни была записана певицей Шер в 1971 году.

### Дискография

#### Альбомы
- 16 Hits From Stars and Garters (1963)
- Let Me Sing and I’m Happy (1964)
- Make Someone Happy (1965)
- Best of Kathy Kirby (1967)
- My Thanks to You (1968)
- The World of Kathy Kirby (1970)

#### Синглы
| Год  | Название                     | Сторона B                      |
| ---- | ---------------------------- | ------------------------------ |
| 1960 | Love Can Be                  | Crush Me                       |
| 1961 | Danny                        | Now You’re Crying              |
| 1962 | Big Man                      | Slowly                         |
| 1963 | Dance On                     | Playboy                        |
| 1963 | Secret Love                  | You Have to Want to Love Him   |
| 1964 | Let Me Go Lover              | The Sweetest Sounds            |
| 1964 | You’re The One               | Love Me Baby                   |
| 1964 | Don’t Walk Away              | No Regrets                     |
| 1965 | I Belong                     | I’ll Try Not to Cry            |
| 1965 | The Way of Love              | Oh Darling, How I Miss You     |
| 1965 | Where in the World           | That Wonderful Feeling of Love |
| 1966 | Spanish Flea                 | Till the end of Time           |
| 1966 | Adam Adament                 | Will I Never Learn             |
| 1967 | No One’s Gonny Hurt You      | My Yiddishe Momma              |
| 1967 | In All The World             | Time                           |
| 1967 | Turn Around                  | Golden Days                    |
| 1968 | I Almost Called Your Name    | Let The Music Start            |
| 1968 | Come Back Here With My heart | Antonio                        |
| 1969 | I’ll Catch The Sun           | Please Help Me, I’m Falling    |
| 1969 | Is That All There Is         | Knowing When to Leave          |
| 1970 | My Way                       | Little Green Apples            |
| 1970 | Wheel of Fortune             | Lucky                          |
| 1971 | So Here I Go                 | Yes — I’ve Got                 |
| 1972 | Do You Really Have a Heart   | Dream On, Dreamer              |
| 1973 | Here, There and Everywhere   | Little Song for You            |
| 1973 | Singer With the Band         | Hello Morning                  |
| 1976 | My Prayer                    | Nobody Loves Me Like You Do    |
| 1976 | He                           | Nobody Loves Me Like You Do    |